# 8 Pułk Pontonowy
8 Pułk Pontonowy (8 ppont) – oddział Wojsk Inżynieryjnych Sił Zbrojnych PRL.

## Historia pułku
Na podstawie Rozkazu Dowódcy Śląskiego Okręgu Wojskowego nr 27/Org. z dnia 30.09.1966 r. został sformowany 8 pułk pontonowy z siedzibą w Głogowie – oddział wojsk inżynieryjnych przeznaczony do samodzielnego urządzania i utrzymywania przepraw promowych lub mostowych z parków pontonowych. Na potrzeby 8 pułku pontonowego przeznaczono budynki przy ulicy Świerczewskiego 9, obiekt „Nosocice”, obiekt „Serby”, obiekt „Odrzycko” oraz magazyn przy ulicy Głowackiego.
8 pułk pontonowy zgodnie z Rozkazem Dowódcy ŚOW Nr 027/Org. z dnia 30 września 1966 r. miał sformować na czas „W” 45 batalion desantowo- przeprawowy.
Na mocy Rozkazu MON Nr 25 z dnia 30 września 1967 r. pułk został przemianowany na 6 Warszawski Pułk Pontonowy.

## Struktura pułku
- Dowództwo i sztab
- 1 batalion pontonowy
- 2 batalion pontonowy
- 3 batalion pontonowy
- batalion budowy mostów
- kompania desantowo-przeprawowa
- kompania dowodzenia
- kompania remontowa
- kompania transportowo-gospodarcza
- pluton medyczny[4]

## Dowódcy pułku
- mjr Zdzisław Barszczewski (1966 – 1967)